# 粉末冶金

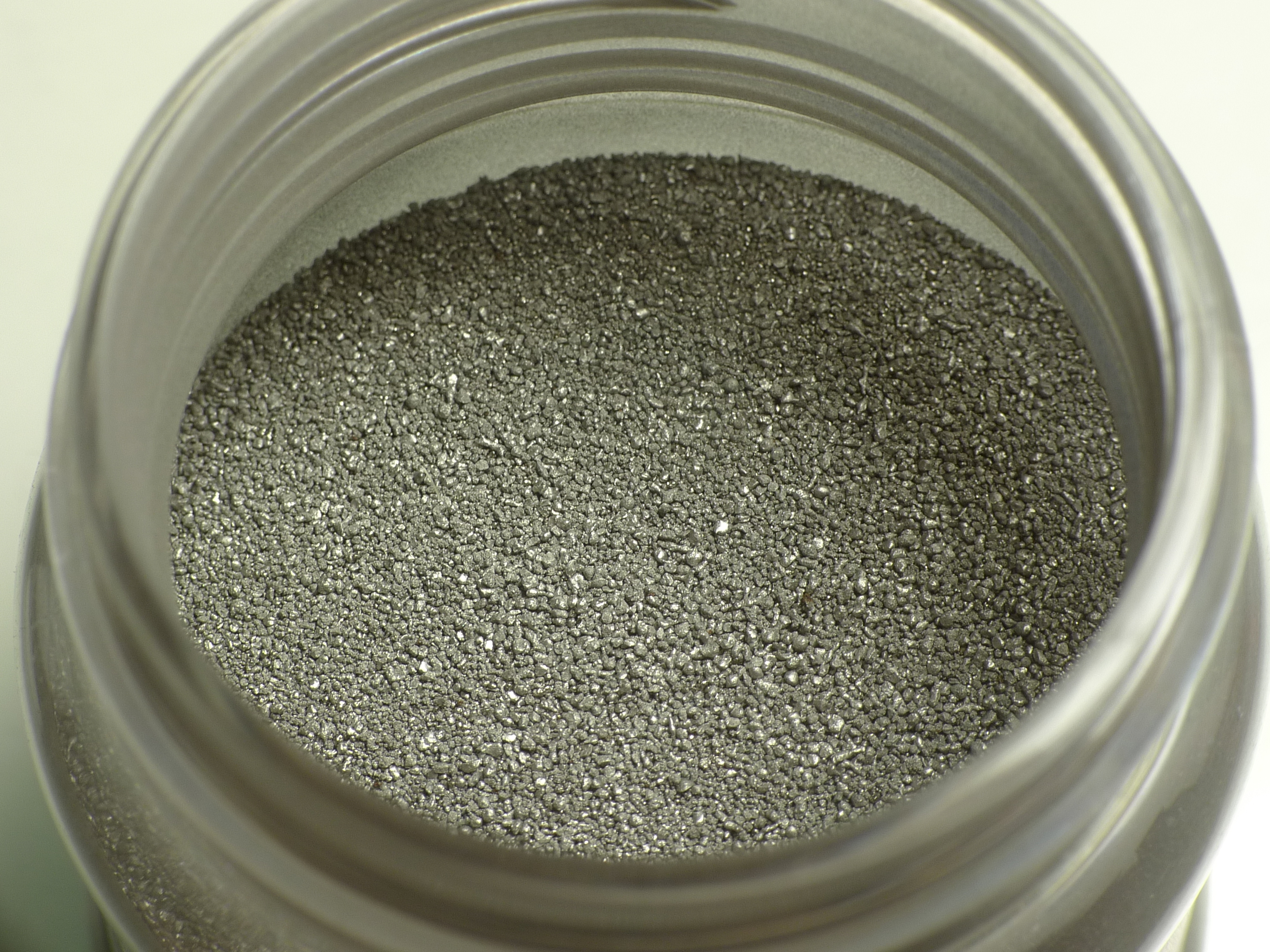
铁粉常被用于烧结

粉末冶金（Powder metallurgy），是一种以金属粉末为原料，经压制和烧结制成各种制品的加工方法。粉末冶金工艺包含三个主要步骤，首先，主要组成材料被分解成许许多多的细小颗粒组成的粉末；然后，将粉末装入模具型腔，施以一定的压力，形成具有所需零件形状和尺寸的压坯；最后，对压坯进行烧结。
粉末冶金零件生产工艺的本质性优势是，具有零件最终成形能力和材料利用率很高。

## 金屬粉末的重要性質
1. 顆粒形狀：粉末顆粒的形狀與粉末的製造方法有關，越不規則的粉末在壓實時，壓胚的強度越大。
2. 細度：指粉末顆粒的尺寸大小，係利用篩子檢查其尺寸，並以分級方法，決定顆粒尺寸的分佈，越細的粉末，燒結性越好。
3. 粉末顆粒尺寸分佈（Particle Size Distribution）：指每一級標準的顆粒數量。
4. 可流動性（Flowability）：指粉末可經流動而充滿模穴的情形，係以流經一固定小孔的流率來訂定之，可利用添加硬脂酸鹽於粉末中來增加流動性。
5. 可壓縮性（Compressibility）：指壓縮前粉末的容積，與壓縮後所得物件的體積比。
6. 視密度（Apparent Density）：指每單位體積的重量。
7. 燒結性（Sintering）：指利用溫度使各金屬顆粒互相結合的操作，燒結性越好者，表示其可使用的溫度範圍越大，越易於燒結。
8. 多孔性（Porosity）：指空隙體積與全部體積的比，可由顆粒大小與分佈情形調整之。

## 步驟

### 製造金屬粉末
雖然所有的金屬都可以製成粉末，但在實用性與經濟性考量下，常用作此項用途者有鐵與銅。其中，黃銅（銅與鋅合金）與鐵多用於各種機件的製造，青銅則常用於多孔性軸承的製造。
由於金屬的物理與化學性質不同，製造粉末的方法也不同，所得的顆粒大小、形狀也不相同，常見的製造方法有：

#### 切削法
用於鎂及其合金，因镁易燃，以切削方式加工时便于冷却。所得的顆粒大。

#### 滾磨法
包括使用軋碎機、旋轉滾磨機及搗碎機等，可用於脆性材料（以壓軋或撞擊方式），作成不規則顆粒；亦可用於延性材料，以製造油漆顏料的片狀顆粒。

#### 霧化法
用於低熔點的金屬，如鉛、錫、鋅等，將之加熱到熔融狀態，再以噴漆原理在氣流中噴射成極細的微粒。

#### 成粒法
將金屬加熱到熔融狀態，並於凝固成固體時，加以攪拌，成為小顆粒狀。

#### 還原法
使用粉狀的金屬氧化物，在熔點下與還原性的氣體接觸，直接得到金屬粉末，例如鐵粉的製造。

#### 電解法
用於鐵、銀、鉭及若干金屬粉末；係以鋼板置於電解液中，作為陽極，不鏽鋼作為陰極，通電後鐵粉沉積在陰極上，經剝下電積鐵粉，再予以沖洗、過篩、分成各種粗細，而後再予以退火軟化。

#### 預製合金粉末
所謂「預製合金粉末」係指合金粉末是用完全熔化的合金來製成，以不鏽鋼或各種高等合金為例，若以純金屬粉末來混合，將無法達到預期的效果（因純金屬混合時，燒結溫度係在熔點以下，無法使純金屬變成合金），故先製成合金後，再製成粉末。

#### 預敷粉末
將金屬粉末通過敷層金屬的蒸汽，使表面凝聚一層敷層金屬，這種金屬粉末即稱之為「預敷粉末」，此粉末在燒結後，可使製品具有此一敷層金屬的特性。

### 成形
將粉末送入模中加壓成形前，必須慎選粉末，以使製品達成經濟性要求，並且在壓實後，可以得到所要的性質。
當僅使用一種粉末時，只要顆粒大小及分佈適當，即可送入模中加壓成形。
當為增加粉末流動性或密度，必須摻入不同尺寸的粉末顆粒時，混合粉末常加入潤滑劑（如硬脂酸、硬脂酸鋰或粉末石墨），以減少粉末間的相互粘著，並降低壓製時模壁的磨擦阻力，使成品易於脫模；可是，潤滑劑的加入，卻會使產品在燒結後，容易出現孔眼。
常見的成形法有：

#### 壓製法 Pressing
壓製是將混合妥當的定量粉末置於鋼模內，用每平方吋數千磅到二十萬磅的壓力，在模中壓製成形的方法。其中，壓力的大小則依粉末的性質而異，對於軟質（可塑性高）的粉末而言，不需要太高的壓力，則可使其互鎖而得到頗為密實，且具有適當強度的壓製件；對於脆性、高硬度的粉末而言，則需要較高的壓力。
壓製法所使用的壓力機，可分成：
1. 機械式：動作快，操作簡易。
2. 液壓式：適用於大件或需要大壓力者。

模子與衝頭間的配置方式，則可分為：
1. 單動作模：僅有一個衝模。
2. 雙動作模：具有上下兩個衝頭（下圖所示），其中，下衝頭除了具有加壓的作用外，亦具有在壓製完成後，將壓製件自模中挺射出模的任務；而模子的設計，必須具有適當的拔模角，以利脫模。

至於衝頭的行程，全視粉末的壓縮比而定。

#### 離心壓製法 Centrifugal Compacting
離心壓製法在操作上，係將金屬粉末置於模內，在高速旋轉下，產生離心力，並作用在每一個金屬顆粒上，以壓製重金屬粉末（如碳化鎢等工具材料）。此法僅適用於形狀簡單，斷面均勻的小製品。

#### 粘鑄法 Slip Casting
將金屬粉末與一種漿質材料混合後，注入石膏模中，利用石膏的多孔性，吸收多餘的液體，使漿中的粘性物質及金屬粉末留在石膏模內，成為類似普通鑄造法的鑄件。此法類似陶瓷的造形法，當用於中空件時，可在混合漿質於靠近石膏模面粘結到適當厚度時，將多餘的漿液傾出，留下一層殼式的粘結件。

#### 擠製法 Extruding
用於以金屬粉末製造長條形的製品或型材時，如核能固體燃料棒及其他高溫金屬。可依材料性質分成：
1. 冷擠法
2. 熱擠法（先加熱至適當溫度）：在熱擠法中，通常先將粉末壓製成塊，然後加熱或燒結於非氧化氣體中，或置於密封金屬容器中，以防止氧化。

#### 重力燒結法 Gravity Sintering
用於化學工業中的過濾用多孔性金屬板的製造，其方法為：將金屬粉末均勻分佈在陶瓷盤上（厚度依需要而定），然後在分解的阿姆尼亞氣體中，以高溫燒結之；其過程中未加上其他壓力，僅是靠高溫可塑狀態下的重力結合之。燒結後的金屬板，可再施行滾軋，以控制厚度，並增加表面光平度。

#### 等壓模造形法 Isostatic Molding
將金屬粉末置於模中，以液壓或氣體直接加壓在金屬粉粒上；由於各處所受的壓力均相同，因此，製品的密度甚為均勻，且各方強度均一。右圖所示為一中空筒形壓製胚等壓模造形裝置的切面圖。

#### 滾軋法 Rolling
將金屬粉末自漏斗中漏落於兩個輥子之間，藉由滾軋的壓力，使粉末互相鎖成板片狀，然後再送到燒結爐中燒結。燒結後，可再送到滾軋機滾軋，以控制其厚度，增加表面光平度，必要時，亦可進一步作熱處理。此法可作連續性操作，宜於大量製造。

#### 爆炸力壓製法 Explosive Compacting
以爆炸的爆炸力來壓製粉末的生壓件（壓胚），由於爆炸的壓力非常高，可使可塑性低的金屬產生極高的密度及互鎖強度，縮短燒結時間，降低因燒結而產生的收縮率。其中，爆炸的壓力可藉由推動柱塞來推動，以壓縮粉末，亦可經由防水袋的設計，傳遞壓力給粉末。

#### 金屬纖維法 Fiber Metal Process
先將極細的金屬棉或線，切成一定的長度，成為金屬纖維，各纖維予以彎曲，互相嵌扭作成亂線狀，並與一種液體糊狀物混合，澆注多孔性的底盤上，待液體漏盡，即形成亂線一樣的金屬纖維所組成的『蓆子』，然後加壓並燒結之；或再施以滾軋或以對壓模壓緊，以增加密度。

### 燒結(sintering)
將生壓件加熱到適當的溫度，以增加其機械強度及硬度的操作，稱之為燒結。燒結的過程中，晶粒界面首先成形，進而造成晶粒的再結晶，而高溫使金屬的表面的可塑性提高，並建立一層液體的網組織，可改進相互間的機械互鎖性質；另外，金屬中溶解的氣體，亦可在高溫下被驅除淨盡。至於燒結的溫度，則通常都在主要組成金屬的熔點之下，而燒結時間，則約在 20－40 分鐘之間，此外，燒結的過程中，為避免粉末與大氣接觸而氧化，可使用還原性蒙氣或氮氣，以阻止高熱時形成有害的氧化層。
此外，生壓件燒結後，因製品形狀、顆粒大小與分配、化學組成、燒結操作情形、壓力大小等因素，使尺寸或有增長或縮短的稍微差異。

#### 熱壓法 Hot Pressing
熱壓法是將粉末的加壓與燒結同時在一個模子內完成的加工法，常用於碳化鎢工具材料的製造。
此法具有提高製品強度、硬度、精密度等優點、但因加熱是在加壓的同時進行，因此，所使用的模子必須是耐熱材質，且加熱蒙氣及時間長短不易控制；另外，在處理高溫合金時，必須使用石墨模，但由於石墨模的強度甚低，僅能使用一次，消耗量頗大。

#### 火花燒結法 Spark Sintering
火花燒結法也是加熱與加壓同時在一個模子內完成的燒結法，只不過加熱方式與熱壓法不同，且所需的時間也甚為短暫，頗似照相用閃光燈一般，通常約為 12－15 秒，而所得的製品頗為密實。
其中，加熱的過程係先將直流電能儲存在電容器內，於燒結時放電，產生高能量的火花（約 1－2秒），先將粉末表面的不純物去除，火花之後，可產生新的結晶，然後在壓力之下，使顆粒間更為密實。
此法除可用於碳化物等高溫金屬的燒結外，亦可用於鋁、銅、青銅、鐵及不鏽鋼等。

### 完成加工法

#### 滲油處理（Oil Impregnation）
滲油處理係將燒結的軸承，浸入潤滑油中加熱，並且維持相當的時間，或真空處理（時間可以縮短）；此時，軸承藉由多孔性的毛細管作用，吸存潤滑油，並於轉動時釋出。

#### 金屬滲入（Infiltration）
係指將低熔點的熔融金屬滲入多孔性的燒結製品中，以減少孔隙體積，增加機械強度。金屬在滲入之前，可先作化學處理，以增加滲入範圍。

#### 尺寸矯正（Sizing）及壓印（Coining）
係將燒結物放置在與壓模相似的模內，再壓一次，以得到正確尺寸或面層花紋。此方法屬於冷加工，具有增加表面層硬度、光平度、尺寸精度與密度等特點。

#### 熱處理（Heat Treatment）
由於粉末冶金製品的密實程度不及實體合金，因此，熱處理的效果較差（因多孔性有礙熱傳遞），但實施熱處理有助於改進其機械性質。

#### 電鍍（Plating）
高密度的模壓件，可直接實施普通標準方式的電鍍，但中低密度的模壓件，必須以珠擊法（Peening）、擦光法（Burnishing）或塑膠樹脂滲入法以封閉面層的孔隙，再能實施普通標準方式的電鍍。
注意：不可使用鹽類滲入，以免在電鍍時起泡。

#### 切削加工（Machining）
對於螺孔、溝槽、挖切或側孔等無法在模中壓製出來者，仍須以傳統的機器切削之，而所使用的切削工具，以碳化鎢材質為宜，所使用的冷卻劑，則必須避免使製品銹蝕。

## 資料來源
- 921&88數位典藏 （页面存档备份，存于），PDF檔案